# بنتسه ناداش
بنتسه ناداش (مجاری: Bence Nádas؛ زادهٔ ۱۷ آوریل ۱۹۹۶) قایقران کایاک اهل مجارستان است.
وی در مسابقات کشوری و بین‌المللی در مجموع برندهٔ ۷ مدال طلا، ۴ مدال نقره، ۲ مدال برنز شده است.